# Kavaliersdelikt
Das Kavaliersdelikt ist ein Begriff aus der Umgangssprache und bezeichnet eine Ordnungswidrigkeit oder ein Delikt, die von der Allgemeinheit oder in bestimmten Gesellschaftsschichten als geringfügiger, legitimer Gesetzesverstoß akzeptiert oder sogar befürwortet wird, mithin nicht als unmoralisch oder ehrenrührig gilt.

## Begriffsverständnis
Kavaliersdelikte werden häufig mit Bagatelldelikten gleichgesetzt, die aus Bequemlichkeit oder mangelndem Unrechtsbewusstsein begangen werden, beispielsweise Verstöße gegen die Straßenverkehrsordnung. Regelmäßig treffen Kavaliersdelikte aber die Allgemeinheit, so dass der Schaden zwar durch öffentliche Mittel kompensiert werden kann, der Unrechtsgehalt aber trotzdem vorhanden ist.
Das Empfinden für ein Kavaliersdelikt ist zeitlichen und gesellschaftlichen Schwankungen unterworfen. Gegenwärtig betrachten viele Menschen falsche Angaben in Steuererklärungen, das Schwarzfahren mit öffentlichen Verkehrsmitteln oder Urheberrechtsverletzungen als Kavaliersdelikte.
Verwendet wird der Begriff Kavaliersdelikt darüber hinaus oft gemeinsam mit den Worten Schwarzarbeit, Korruption und Doping, wobei Steuerhinterziehung am häufigsten in Verbindung damit gebracht wurde.
Der Begriff wird außerdem häufig in negierender Form gebraucht, beispielsweise „Umweltverschmutzung ist kein Kavaliersdelikt“ oder „Betrunken Auto zu fahren, ist kein Kavaliersdelikt“.
In der Schweiz existiert neben Vergehen und Verbrechen weiterhin auch die Übertretung als schwächste Form einer Straftat.